# لي طوماس (لاعب كرة قاعدة)
لي طوماس (بالإنجليزية: Lee Thomas) هو لاعب كرة قاعدة أمريكي، ولد في 5 فبراير 1936 في بيوريا في الولايات المتحدة.

## وصلات خارجية
- لي طوماس على موقع دوري كرة القاعدة الرئيسي (الإنجليزية)
- لي طوماس على موقع الدوري الياباني لكرة القاعدة (الإنجليزية)
- لي طوماس على موقعبيزبول رفرنس.كوم (الدوري الرئيسي) (الإنجليزية)
- لي طوماس على موقعبيزبول رفرنس.كوم (الدوري الثانوي) (الإنجليزية)
- لي طوماس على موقع إي إس بي إن.كوم (أم.أل.بي) (الإنجليزية)
- لي طوماس على موقع مشجعي الرسوم البيانية (الإنجليزية)